# Adonisea luxuriosa
Adonisea luxuriosa là một loài bướm đêm trong họ Noctuidae.